# GRB 670702
GRB 670702とは、1967年7月2日14時19分 (UTC) に発生した、初めて発見されたガンマ線バーストである。

## 発見までの経緯
GRB 670702は、アメリカ合衆国が打ち上げた核実験監視用衛星のヴェラシリーズであるヴェラ3およびヴェラ4によって発見された。ヴェラの衛星群は、1963年にアメリカ、ソビエト連邦、その他各国が締結した部分的核実験禁止条約を各国が遵守しているかどうかを監視するために立ち上がったヴェラ・プロジェクトの一部であり、条約締結の3日前から1975年までに合計12機打ち上げられた。ヴェラは常に4機の体制で、核爆発に伴って発生する、発生時間の短いX線、ガンマ線、中性子線の発生した位置を突き止められるように出来ていた。また、軌道を地球から極端に離れた楕円軌道にすることで、地球を取り巻くヴァン・アレン帯の影響を取り除くようにしている。これらの事情は、より核爆発の位置を正確に捉えるための機能改善の結果であるが、このことが偶然にも、地球外から来る短時間しか持たないガンマ線源を捉えることに役に立った。

## 発見
GRB 670702は1967年7月2日14時19分 (UTC) に発生した。発生から数秒で光度のピークを迎え、数十秒の時間をかけて徐々に暗くなっていき、途中で2つの明瞭なピークを残した。核爆発の場合、爆発から100万分の1秒しかガンマ線を発生させず、また数十秒かけて暗くなったり明瞭なピークも残さないため、人為的なガンマ線放出であるとは思われなかった。発生源を宇宙とした場合、当時知られていた天文現象で該当するのは太陽フレアか超新星爆発であるが、この日にはどちらも発生した記録は無かった。このため、このガンマ線バーストは、知られていない未知の天文現象であることが推定された。

## その後
しかし結局、GRB 670702の正体はその時代には分からなかった。当時の観測体制では、GRB 670702の発生した位置は極めて不正確にしかわからず、発生後すぐ暗くなってしまい残光による測定も出来なかったため距離も不明であった。その後打ち上げられたヴェラ5による12個の新たなガンマ線源の発見や、ヴェラ6による16個のガンマ線バーストの観測によって、発生した場所が少なくとも太陽系の外側であることが分かった。GRB 670702の発見やガンマ線バーストの研究内容は1973年になって初めて発表された。しかしその後も、ガンマ線バーストがどのようなメカニズムで発生する天文現象なのかや、ガンマ線バーストが銀河系内の現象なのかそれとも宇宙遠方の現象なのかは分からなかった。これは、ガンマ線バーストが発生から数秒から数十秒で消えてしまう極めて短い天文現象であるため、観測してからその位置に望遠鏡を向けても暗くなっているため、位置や距離の測定が極めて難しいからである。また、ガンマ線は地球の大気を貫通しないため、地球外の衛星から観測するしかないことも観測を難しくした。位置がある程度分かるようになったのは1997年2月28日に発生したGRB 970228、距離が分かるようになったのは1997年5月8日に発生したGRB 970508の測定を待たないといけない。これはどちらも1996年にガンマ線バーストの正体を突き止める目的で打ち上げられた、ベッポサックスによる観測成果である。ただし、銀河系内で発生しているという説が大勢であった中で、宇宙の遠方での天文現象であることを示す観測結果は、これまでに知られていない、超新星爆発より更に著しいエネルギー現象であることを示すため、どのような天文現象であるのかという疑問を残す結果となった。